# ریزسیال بر پایه کاغذ
ریزسیال بر پایه کاغذ،دستگاه‌های ریزسیالی هستند که ازسری‌های آبدوست (قطبی) سلولز یا نیتروسلولز که هدایت مایع را با روش اشباع از یک ورودی به یک خروجی دلخواه هدایت می‌کند ساخته شده‌اند. فناوری براساس آزمایش جریان جانبی سنتی ساخته شده‌است که قادر به شناسایی بسیاری از عوامل عفونت زا و آلاینده‌های شیمیایی است. مهمترین مزیت آن این است که این دستگاه بر خلاف دستگاه‌های پیچیده‌تر میکرو فللوئید تا حد زیادی به صورت غیرفعال کنترل می‌شود. توسعه دستگاه‌های میکروسیالی برپایه کاغذ از اوایل قرن بیست و یکم برای تأمین نیاز به سیستمهای تشخیصی پزشکی ارزان قیمت و قابل حمل آغاز شد.

## معماری
دستگاه‌های ریزسیال بر پایه کاغذ از موارد زیر ساخته شده‌اند:
- ورودی: بستر (معمولا سلولز) جایی که مایعات به صورت دستی پخش می‌شوند.
- کانال‌ها: شبکه‌های زیر میلی‌متر آبدوست که مایع را از میان یک دستگاه هدایت می‌کنند.
- تقویت کننده‌های جریان: مناطقی با اشکال متفاوت که سرعت جریان در آن اصلاح می‌شود تا یک جریان پایدار با سرعت قابل کنترل داشته باشیم
- مقاومت‌های در برابر جریان: یک عنصر مویرگی که برای انتقال یک جریان با سرعت کاهش یافته استفاده می‌شود به منظور کنترل زمان بودن یک سیال در یک دستگاه میکروسیالی از این استفاده می‌شود.
- موانع: مناطق آبگریز که مانع خروج مایع از کانال می‌شوند.
- خروجی‌ها: مکانی که یک واکنش شیمیایی یا بیوشیمیایی در آن رخ می‌دهد.

## جریان
حرکت سیال از میان یک محیط کشت متخلخل مانند کاغذ توسط نفوذپذیری (علوم زمین)، هندسه و اثرات تبخیر مدیریت می‌شود. در مجموع این عوامل منجر به نفوذ مویرگی محدود شده به کمک تبخیر می‌شوند که می‌تواند با کنترل تخلخل و هندسه دستگاه تنظیم شود. کاغذ یک محیط کشت متخلخل است که در آن مایع در وهله اول به روش فیتیله گذاری و تبخیر منتقل می‌شود. جریان مویرگی هنگام خیس شدن را می‌توان به‌طور تقریبی با معادله Washburn بدست آورد، که خود از قانون Jurin و  معادله Hagen-Poiseuille بدست آمده‌است. میانگین سرعت جریان سیال به‌طور کلی به این شکل تعریف می‌شود ، {\displaystyle v={\frac {\gamma \cos \theta }{4\eta }}{\frac {1}{L}}}جایی که
γ
تنش سطحی است،
θ
زاویه تماس،
η
ویسکوزیته، و
L
مسافتی است که توسط مایع طی می‌شود. مدلهای گسترده‌تر، مضراب کاغذ، شعاع منافذ و تغییر شکل کاغذ را نیز در نظر می‌گیرند. پس از این که محیط ما به‌طور کامل خیس شد، جریان بعدی لمینار می‌شود و از قانون دارسی پیروی می‌کند. سرعت متوسط جریان سیال به شکل زیر تعریف می‌شود
جایی که
K
نفوذپذیری متوسط و
▽ P
شیب فشار است یکی از پیامدهای جریان لمینار این است که مخلوط کردن دشوار است و فقط مبتنی بر انتشار است که در سیستم‌های متخلخل کندتر است.

## تولید
دستگاه‌های ریز سیال را می‌توان با استفاده از انواع متفاوت چاپ موم، چاپ جوهر افشان، photolithography, flexographic printing درمان با پلاسما، درمان با لیزر، قلم زنی (microfabrication), چاپ صفحه، پردازش نور دیجیتال (DLP) 3-D پرینتر و موم غربالگری تولید کرد. هدف هر کدام از روش‌ها ایجادموانع فیزیکی آبگریز بر روی کاغذ آبدوست است که منفعلانه محلول‌های آبی را منتقل می‌کنند. معرف‌های بیولوژیکی و شیمیایی پس از آن باید به صورت انتخابی در طول دستگاه قرار بگیرند که این یا باید به این شکل انجام شود که بستر را در محلول معرف فرو ببریم یا به صورت محلی معرف را بر روی بستر قرار دهیم.

### چاپ موم
چاپ موم از یک پرینتر ساده استفاده می‌کند تا یک طرح دلخواه را با موم بر روی کاغذ بکشد. موم سپس با صفهات داغ ذوب می‌شود تا کانال‌ها را بوجود بیاورد. این روش سریع و کم هزینه است اما نسبتاً رزولوشن پایینی دارد که این بخاطر ایزوتروپی موم ذوب شده‌است.

### چاپ جوهر افشان
چاپ جوهر افشان نیاز به پوشش کاغذ در یک پلیمر آبگریز دارد و بعد از آن انتخابی قرار دادن یک جوهرکه با قلم زدن پلیمر کاغذ را اشکارکند. این روش کم هزینه و با وضوح بالا است اما سرعتش به واسطه اینکه قطره‌های جوهر دانه‌دانه قرار داده می‌شوند محدود شده‌است.

### Photolithography
تکنیک‌های Photolithographic مشابه چاپ جوهر افشان هستند که با استفاده از یک photomask به صورت انتخابی پلیمرهای مقاوم به نور را قلم می‌زنند. این روش دارای وضوح بالا و سریع است اما هزینه مواد و تجهیزات آن بالا است.

### چاپ DLP
این روش از تکنیک چاپ DLP بهره‌گیری می‌کند که در آن رزین‌های نور ترمیم پذیر در معرض نور قرار می‌گیرند تا مرزهایی آبگریز از میکرو کانال در کاغذ متخلخل تشکیل دهند. اگرنگران اثرات تبخیر در کاربردهای اختصاصی هستیم دو لایهٔ اضافی از رزین‌های ترمیم پذیر می‌تواند در بالا و پایین کانال استفاده شود. رزین‌های اضافی ترمیم نشده بعداً به وسیله اتانول تمیز می‌شوند. این روش نسبتاً هزینه تجهیزات کمی دارد و با بهره‌گیری از موادی که به راحتی در دسترس هستند آن را یکی از کاندیدای امیدوار کننده برای تولید انبوه دستگاه‌های تشخیصی شخصی کرده‌است.

## کاربردهای تحلیلی

### طیف‌سنجی جرمی
یونیزاسیون اسپری کاغذ دارد به سرعت به عنوان یک واسط برای میکرو دستگاه‌های تحلیلی مبتنی بر کاغذ μPAD و طیف‌سنجی جرمی تولید می‌شود. این روش، که برای اولین بار توسط گروه گراهام کوک در پردیو توصیف شده‌است، شامل اعمال یک ولتاژ به یک ورق مثلثی از کاغذ مرطوب در نزدیکی ورودی یک طیف‌سنج جرمی است. اگرچه مکانیسم دقیق به خوبی درک نشده‌است، دو حالت کار ممکن است رخ دهد: اسپری چند مخروطی با سرعت بالا یا اسپری تک مخروطی که هنگام اتفاق می‌افتد که حلال تمام شده باشد. این بخشی از یک تلاش بزرگتر برای ترکیب دستکاری‌های پیچیده میکروسیالی با تشخیص طیف جرمی است. چاپ موانع آبگریزمومی یک روش معمول برای ایجاد کانال‌های مجزا جریان در دستگاه‌های کاغذی است، و این به سمت μPAD-MS برای افزایش راندمان یونیزاسیون (با فعال کردن تمرکز جریان آنالیت) و نیز قادر ساختن ما به آمیختن واکنش با استفاده از چاپ موم بر روی صفهات کاغذ مثلثی، گسترش یافته‌است. جداسازی‌های کروماتوگرافی نیز در مورد μPADها قبل از تشخیص اسپری کاغذی نشان داده شده بود. در ابتدا، یونیزاسیون اسپری کاغذی برای کشف مولکول‌های کوچک، مانند داروها و مواد مخدر استفاده می‌شد. با این حال، همچنین نشان داده شده‌است که یونیزاسیون با اسپری کاغذ می‌تواند پروتئین‌های بزرگ را در حالی که فعل و انفعالات غیر کووالانسی را حفظ می‌کند، یونیزه کند.

### روش‌های جداسازی
تعداد کمی از آشکارسازهای تحلیلی فقط برای یک گونه خاص هستند؛ بنابراین بعضی از انواع مراحل جداسازی اغلب قبل از تشخیص ضروری است. علاوه بر این، جداسازی امکان شناسایی چندین آنالیت را در یک بستر واحد فراهم می‌کند. جداسازی‌های بر پایه کروماتوگرافی مسطح (TLC) شاید ساده‌ترین برای اجرا باشند، از آنجا که بسیاری از μPAD ها با کاغذ کروماتوگرافی ساخته شده‌است. به‌طور معمول، کانال جداسازی با چاپ موم دو مانع آبگریز تعریف می‌شود. تشخیص الکتروشیمیایی احتمالاً به دلیل سهولت در اجرای آن، معمول‌ترین، اگرچه رنگ سنجی، شیمیایی، و تشخیص طیف جرمی نیز در رابطه با جداسازی‌های کروماتوگرافی مبتنی بر کاغذ استفاده شده‌اند. با وجود آسان بودن اجرای این روش، از کروماتوگرافی مسطح بخاطر ارتفاع نسبتاً پایین صفحه (به عنوان مثال، راندمان جدایی ضعیف) کم استفاده می‌شود. از زمانی که گروه Chakraborty امکان در دست رس بودن جریان الکتروکینتیکی در μPADs را نشان داده‌است، چندین کاربرد از تفکیک الکتروفورزی در μPADها در مقالات ظاهر شده‌است. گروه Crooks در UT-Austin با موفقیت نشان داد که تفکیک الکتروفورزی روی μPADها می‌تواند در ولتاژهای نسبتاً کم در مقایسه با دستگاه‌های الکتروفورز سنتی انجام شود که این به دلیل قدرت میدان زیادی است که می‌تواند روی ورقهای بسیار نازک (۱۸۰ میکرومتر) از کاغذ اریگامی تولید شود. روش‌های جداسازی ساده‌تری نیز می‌تواند در μPADها استفاده شود، به عنوان مثال، گروه هنری جداسازی پلاسما از خون را با استفاده از غشاهای جداسازی خون نشان داد.

## کنترل جریان
روش‌های مختلفی برای کنترل جریان سیال در کانال‌ها وجود دارد. اینها شامل تغییر عرض و طول کانال، تغییر میزان مرطوب بودن کاغذ، منحرف کردن مقداری مایعات از طریق کانال موازی یا تغییر ویسکوزیته سیال است. جریان PADها را می‌توان با پل‌های قندی قابل حل، درمان تخلیه Corona برای تغییر پوشش روی کاغذ از حالت آبگریز به آبگریز، یا استفاده از پلیمر قابل اتساع که با جریان فعال می‌شود به‌طور کامل بست و از بین برد.

## ادغام الکترونیکی
رسوب فلزات و پلیمرهای رسانا در سراسر شبکه‌های سه بعدی الیاف سلولزی که شامل کاغذ هستند، امکان‌پذیر است. چنین تکنیکهایی قابلیت مرطوب بودن کاغذ را حفظ می‌کنند و به همین جهت این برای استفاده برای ریز سیال‌ها مناسب می‌ماند، در همین حال شبکه‌های رسانا را نیز برای انتقال بار الکترونیکی فراهم می‌کند. خواص مواد کاغذ (سطح بالا، مرطوب شوندگی، قابلیت انعطاف‌پذیری و کم هزینه)، با خصوصیات الکترونیکی فلزات، ایجاد بستری ایده‌آل برای باتری‌ها، الکترونیک‌های انعطاف‌پذیر و سنجش الکتروشیمیایی می‌کنند.

## برنامه‌های کاربردی
مهمترین مزیت دستگاه‌های میکروسیالی بر پایه کاغذ نسبت به دستگاه‌های سنتی میکروسیال، پتانسیل استفاده آنها در عمل است تا آزمایشگاه. کاغذ فیلتر در عمل دارای مزیت است زیرا قادر به حذف آلودگی‌ها از نمونه و جلوگیری از حرکت آنها در میکروکانال است. این بدان معنی است که ذرات هنگام استفاده در فضای بیرون از دقت در سنجش‌های مبتنی بر کاغذ جلوگیری نمی‌کنند. دستگاه‌های میکرو فلوریدی مبتنی بر کاغذ نیز از نظر اندازه کوچک هستند (تقریباً چند میلی‌متر تا ۲ سانتی‌متر در طول و عرض) در مقایسه با سایر سیستم‌های میکروسیالی مانند دستگاه‌های میکروسیالی بر پایه قطرات که اغلب از اسلایدهای شیشه ای تا ۷۵میلی متردر طول استفاده می‌کنند به دلیل اندازه کوچک و مواد نسبتاً بادوام، دستگاه‌های میکرو فلوریدی مبتنی بر کاغذ قابل حمل هستند. دستگاه‌های مبتنی بر کاغذ نیز نسبتاً ارزان هستند. کاغذ فیلتر بسیار ارزان است و به همین ترتیب بیشتر مواد مورد استفاده الگوی طراحی در ساخت میکرو کانال‌ها از جمله PDMS و موم نیز ارزان هستند. همچنین بسیاری از روش‌های اصلی تولید بر اساس کاغذ نیاز به تجهیزات آزمایشگاهی گران‌قیمت ندارند. این خصوصیات ریزسیال‌های مبتنی بر کاغذ، آن را برای آزمایش‌های مراقبت از نقطه شروع به خصوص در کشورهایی که فاقد ابزار تشخیصی پزشکی پیشرفته هستند، ایده‌آل می‌کند. از میکروفلوئیدهای کاغذی برای انجام آزمایش‌های ایمنی محیط زیست و مواد غذایی نیز استفاده شده‌است. اصلی‌ترین مشکل مربوط به کاربرد این فناوری عدم تحقیق در تکنیک‌های کنترل جریان، دقت و وضوح، نیاز به مراحل ساده‌تر عملگر در این زمینه و مقدار بیشتر تولید برای پاسخ گویی نیازهای بازار جهانی. این بیشتر به دلیل تمرکز صنعت در استفاده از کانالهای تولید فعلی مبتنی بر سیلیکون برای فناوری هایLOC کارآمدتر و اقتصادی تر تجاری است.

### تشخیص گلوکز
دستگاه‌های میکروفیلوئیدی مبتنی بر کاغذ برای نظارت بر طیف گسترده‌ای از بیماریهای پزشکی طراحی شده‌اند. گلوکز نقش مهمی در دیابت و سرطان دارد، و می‌توان آن را از طریق چرخه کاتالیزوری شامل گلوکز اکسیداز، پراکسید هیدروژن و پراکسیداز ترب کوهی شناسایی کرد که باعث ایجاد واکنش بین گلوکز و یک نشانگر رنگی، اغلب یدید پتاسیم، روی یک دستگاه میکرو سیال بر پایه کاغذ می‌شود. این نمونه ای از تشخیص رنگ سنجی است. اولین وسیله میکروفیلوئیدی مبتنی بر کاغذ، که توسط گروه جورج وایتسایدز در دانشگاه هاروارد ساخته شد، قادر به شناسایی همزمان پروتئین و همچنین گلوکز از طریق واکنشهای تغییر رنگ (واکنش یدید پتاسیم برای گلوکز و واکنش تترابروموفنول آبی برای پروتئین BSA) بود. قسمت پایین دستگاه کاغذی در محلول نمونه ای که در آزمایشگاه تهیه شده‌است وارد می‌شود و میزان تغییر رنگ مشاهده می‌شود. اخیراً، یک دستگاه میکروفیلوئیدی مبتنی بر کاغذ با استفاده از تشخیص رنگ سنجی برای تعیین کمیت گلوکز در پلاسما خون ایجاد شد. پلاسمای خون از نمونه خون در یک دستگاه که از چاپ موم درست شده، که در آن سلول‌های قرمز خون توسط آنتی‌بادی‌ها لخته شده و از پلاسمای خون جدا شده جایی که پلاسما قادر به جریان یافتن به یک محفظه دوم برای واکنش تغییر رنگ است. تشخیص الکتروشیمیایی نیز در این دستگاه‌ها مورد استفاده قرار گرفته‌است. این حساسیت بیشتر در کمیت را فراهم می‌کند، در حالی که تشخیص رنگ سنج در درجه اول برای ارزیابی کیفی مورد استفاده قرار می‌گیرد. از الکترودهای چاپ شده روی صفحه و الکترودهایی که مستقیماً روی کاغذ فیلتر چاپ می‌شوند استفاده شده‌اند. یک نمونه از دستگاه میکروفیلوئیدی مبتنی بر کاغذ با استفاده از تشخیص الکتروشیمیایی، که یک شکل دمبلی دارد برای جداسازی پلاسما از خون کامل است. جریان حاصل از پراکسید هیدروژن تولید شده در چرخه کاتالیزوری فوق‌الذکر اندازه‌گیری می‌شود و به غلظت گلوکز تبدیل می‌شود.

### دستگاه‌های سه بعدی برای تشخیص گلوکز
گروه Whitesides همچنین یک دستگاه میکروفیلوئیدی مبتنی بر کاغذ 3D برای تشخیص گلوکز ایجاد کرده‌است که به دلیل بهبود طراحی جریان سیال می‌تواند منحنی‌های کالیبراسیون را روی تراشه ایجاد کند. این دستگاه سه بعدی از لایه‌هایی از کاغذ طراحی شده با کانال‌های میکروسیالی است که توسط لایه‌هایی از نوار چسب دو طرفه سوراخ دار به هم وصل می‌شوند. سوراخ در نوار اجازه می‌دهد سیال بین کانال‌ها در لایه‌های متناوب کاغذ جریان یابد، بنابراین این دستگاه مسیرهای پیچیده‌تر جریان را امکان‌پذیر می‌کند و امکان تشخیص چندین نمونه در تعداد زیادی (حداکثر تا ۱۰۰۰ پوند) از مناطق شناسایی در آخرین لایه کاغذ را فراهم می‌کند. . اخیراً، دستگاه‌های میکروسیالی مبتنی بر کاغذ 3D با استفاده از اریگامیمونتاژ و توسعه داده شد. بر خلاف طراحی Whitesides، این دستگاه‌ها از یک لایه کاغذ طرح دار استفاده می‌کنند که سپس قبل از تزریق محلول نمونه به دستگاه، در چند لایه قرار می‌گیرد. متعاقباً، می‌توان دستگاه را کشف کرد و هر لایه دستگاه را می‌توان برای تشخیص همزمان چندین آنالیت تجزیه و تحلیل کرد. این دستگاه نسبت به دستگاه مذکور با استفاده از چندین لایه کاغذ ساده‌تر و ارزان‌تر است. مخلوط شدن بین کانال‌ها در لایه‌های مختلف مسئله ای در هر دو وسیله نبود، بنابراین هر دو دستگاه در تعیین کمیت گلوکز و BSA در چندین نمونه به‌طور همزمان موفق بودند.

### آزمایش‌ها ایمنی محیط زیست و مواد غذایی
دستگاه‌های میکروسیالی مبتنی بر کاغذ کاربردهای مختلفی در خارج از حوزه پزشکی دارند. به عنوان مثال، ریزسیال‌های مبتنی بر کاغذ در نظارت محیط زیستی بسیار مورد استفاده قرار گرفته‌اند. دو دستگاه اخیر برای تشخیص سالمونلا و E. coli ساخته شده‌اند . دستگاه دوم به‌طور خاص برای تشخیص E. coli در هفت نمونه آب میدانی از توسان، آریزونا استفاده شد. ذرات پلی استایرن همراه با آنتی‌بادی در وسط کانال میکروسیالی، پس از ورودی نمونه بارگیری شدند. ایمونوآگلوتیناسیون زمانی اتفاق می‌افتد که نمونه‌های حاوی Salmonella یا E. coli به ترتیب با این ذرات در تماس باشند. میزان ایمونواگلوتیناسیون را می‌توان با افزایش پراکندگی Mie از نور، که با یک برنامه تخصصی شده گوشی‌های تلفن همراه در زیر نور محیط تشخیص داده شد، در ارتباط است. از میکروفلوئیدهای کاغذی نیز برای تشخیص آفت کش‌ها در محصولات غذایی، مانند آب سیب و شیر استفاده شده‌است. در طراحی جدید از چاپ جوهر افشان پیزو الکتریک برای چاپ کاغذ با آنزیم استیل کولین استراز (AChE) و ایندو فنیل بستر ایندو فنیل (IPA) استفاده شده‌است و از این دستگاه میکرو فلوریدی مبتنی بر کاغذ برای شناسایی آفت کش‌های ارگانوفسفات (مهار کننده‌های AChE) از طریق کاهش دررنگ آبی-بنفش استفاده می‌شود. . این دستگاه با استفاده از کاغذهای فعال زیستی به جای محفظه‌هایی با معرفهای از قبل ذخیره شده متمایز می‌شود و ثابت شده‌است که از پایداری طولانی مدت خوبی برخوردار است و آن را برای استفاده در عمل ایده‌آل می‌کند. یک طراحی ریز میکرو فلوریدی مبتنی بر کاغذ اخیراً با استفاده از یک سنسور متشکل از DNA تک رشته‌ای با برچسب فلورسانس (ssDNA) همراه با اکسید گرافن، روی سطح آن برای شناسایی همزمان فلزات سنگین و آنتی‌بیوتیک‌ها در محصولات غذایی است. فلزات سنگین شدت فلورسانس را افزایش دادند، در حالی که آنتی‌بیوتیک‌ها شدت فلورسانس را کاهش می‌دهند.